# Tortonella
Tortonella es un género de foraminífero bentónico de la subfamilia Miliolinellinae, de la familia Hauerinidae, de la superfamilia Milioloidea, del suborden Miliolina y del orden Miliolida. Su especie tipo es Tortonella bondartschuki. Su rango cronoestratigráfico abarca el Tortoniense (Mioceno medio).

## Clasificación
Tortonella incluye a la siguiente especie:
- Tortonella bondartschuki †